# Jean Choumnos
Jean Comnène Choumnos (en grec : Ἰωάννης Κομνηνός Χοῦμνος ; né avant 1290, mort avant 1339) est un général byzantin, un érudit et un homme d'État.

## Biographie
Il est le fils aîné de l'érudit et homme d'État Nicéphore Choumnos,. La date de sa naissance est inconnue, toutefois, lorsqu'il tombe malade vers 1290-1294, il est encore très jeune. Grâce à l'influence de son père, il grimpe rapidement dans la hiérarchie impériale et est nommé parakoimomenos tou koitonos (Parakimomène de la Chambre). En outre, il dirige les forces byzantines contre les Ottomans en Bythinie de 1300 à 1306, sous le commandement de Michel IX Paléologue. Ses campagnes semblent avoir connu quelques succès et lui permettent d'acquérir une réputation d'habileté au combat. En 1307, il est nommé au rang de parakoimomenos tes sphendones (Parakimomène du Sceau). En 1308-1309, il se marie à une femme inconnue liée à la dynastie régnante des Paléologues, avec qui il a eu une fille et un fils dont les noms sont inconnus. Sa position dans la guerre civile de 1321 à 1328 est inconnue, mais son frère Georges Choumnos est un partisan d'Andronic II Paléologue. Comme son père, Jean est un homme instruit qui a étudié la rhétorique, la philosophie et la médecine. Une collection de ses lettres a survécu ainsi que son traité de médecine intitulé Sur la diète durant la goutte. Il meurt entre 1332 et 1338 alors qu'il est gouverneur de Chios.